# Монтроуз (Илиноис)
Монтроуз (енгл. Montrose) град је у америчкој савезној држави Илиноис.

## Демографија
По попису из 2010. године број становника је 201, што је 56 (-21,8%) становника мање него 2000. године.
| Група             | 2000.        | 2010.       |
| Белци             | 257 (100,0%) | 190 (94,5%) |
| Афроамериканци    | 0 (0,0%)     | 0 (0,0%)    |
| Азијати           | 0 (0,0%)     | 0 (0,0%)    |
| Хиспаноамериканци | 0 (0,0%)     | 11 (5,5%)   |
| Укупно            | 257          | 201         |